# Estación de Leioa
Leioa es una estación del Metro de Bilbao en superficie, situada en el barrio de Udondo, término municipal de Lejona y fue inaugurada el 11 de noviembre de 1995. 
Su tarifa corresponde a la zona 2. 
Dispone de un aparcamiento disuasorio de tres plantas, conectadas con el vestíbulo de la estación mediante ascensor. El coste es de 0,65 €/día con tarifa bonificada o bien 0,05 €/min con tarifa no bonificada.

## Intermodal
La estación se convertirá en una intermodal, ya que en un futuro conectará con el Tranvía UPV - Leioa - Urbinaga, que dará servicio a la Universidad del País Vasco. 
La primera fase, en construcción, unirá la estación de Metro con el Campus de Leioa de la Universidad del País Vasco.
Por su parte, en la segunda fase se conectará mediante el que será el puente elevable más largo del mundo 
la estación de Leioa con la de Urbinaga, en la otra margen de la Ría de Bilbao.

## Accesos
- C/ Iturriondo, 1 (salida Leioa)
- Interior de la estación
- Aparcamiento disuasorio